# Загальноросійський класифікатор адміністративно-територіальних утворень
Загальноросійський класифікатор адміністративно-територіальних утворень (скороч. ЗКАТУ; рос. общероссийский классификатор административно-территориальных образований, ОКАТО) — класифікатор, що входить до складу «Єдиної системи класифікації та кодування техніко-економічної та соціальної інформації Російської Федерації (ЄСКК)». ЗКАТУ призначений для забезпечення достовірності, порівнянності та автоматизованої обробки інформації в розрізах адміністративно-територіального поділу в таких сферах, як статистика, економіка та інші.

## Об'єкти класифікації
Об'єктами класифікації в ЗКАТУ є:
- республіки
- краї
- області
- міста федерального значення
- автономну область
- автономні округи
- райони
- міста
- внутрішні райони, округи міста
- селища міського типу
- сільради
- сільські населені пункти

У класифікаторі прийнята ієрархічна система класифікації.
Всі об'єкти адміністративно-територіального поділу підрозділяється на групи відповідно до територіального поділу і ці групи розташовуються за трьома рівнями класифікації згідно з адміністративною підпорядкованістю, причому в кожний рівень включаються об'єкти, безпосередньо підпорядковані об'єктам попереднього рівня.

## Рівні класифікації
Перший рівень класифікації включає об'єкти федерального значення:
- республіки
- краї
- області
- міста федерального значення
- автономна область
- автономний округ, що входить до складу Російської Федерації

До другого рівня класифікації відносяться:
- автономні округи, що входять до складу краю чи області
- райони республіки, краї, області, автономної області, автономного округу, що входить до складу Російської Федерації, внутрішні райони, округи міста федерального значення
- міста республіканського, крайового, обласного підпорядкування
- селища міського типу крайового, обласного підпорядкування

До третього рівня класифікації відносяться:
- внутрішні райони, округи міста республіканського, крайового, обласного підпорядкування
- міста районного підпорядкування
- селища міського типу районного підпорядкування
- сільради

У межах угруповань третього рівня класифікації кодуються сільські населені пункти.

## Структура номера
Кожна позиція класифікатора структурно складається з 3 блоків:
- блок ідентифікації об'єкта;
- блок найменування об'єкта;
- блок додаткових даних.

Блок ідентифікації об'єкта включає ідентифікаційний код і контрольне число. Ідентифікаційний код будується з використанням серійно-порядкового, послідовного та паралельного методів кодування. Довжина коду — від 2 до 8 розрядів залежно від рівня класифікації, на якій знаходиться об'єкт.
Структура кодового позначення в блоці ідентифікації: XX XXX XXX КЧ, де
- 1, 2 знаки — об'єкти першого рівня класифікації;
- 3, 4, 5 знаки — об'єкти другого рівня класифікації;
- 6, 7, 8 знаки — об'єкти третього рівня класифікації;
- КЧ — контрольне число.

Контрольне число в кодових позначення розраховується за чинною методикою розрахунку і застосування контрольних чисел.
Для кодування більшості об'єктів ЗКАТУ використовується наступна структура коду. Розряди 1 і 2 призначені для кодування об'єктів республіканського підпорядкування, розташованих на першому рівні класифікації. Система кодування цих об'єктів — серійно-порядкова, що забезпечує спадкоємність з раніше діючим класифікатором СОАТО. Розряди 3, 4, 5 використовуються для кодування об'єктів другого рівня класифікації, розряди 6, 7, 8 — для кодування об'єктів третього рівня. У цих випадках застосовується послідовний метод кодування. При цьому розряди 3 і 6 відведені під ознаки відповідно Р1 і Р2, що вказують рівень класифікації і вид кодованого об'єкта. У цьому випадку застосовується паралельний метод кодування.
Ознака другого рівня класифікації — Р1 (розряд 3) має значення:
- 1 — автономний округ;
- 2 — район (у тому числі міський), округ;
- 4 — місто, селище міського типу.

Ознака третього рівня класифікації — Р2 (розряд 6) має значення:
- 3 — міський район, округ міста;
- 5 — місто, селище міського типу;
- 8 — сільрада.

Для скорочення загальної довжини коду при кодуванні ряду об'єктів зроблено відступ від описаної системи класифікації та кодування, а саме райони і міста автономних округів, що входять до складу країв і областей, кодуються на другому рівні класифікації (4, 5 розряди), а їм підпорядковані об'єкти (міста, селища міського типу і сільради) кодуються на третьому рівні класифікації (6, 7, 8 розряди). При цьому ознака Р2 (розряд 6) має такі значення:
- 6 — місто, селище міського типу;
- 9 — сільрада

Для незначної кількості об'єктів (об'єкти, підпорядковані адміністраціям районів міст республіканського, крайового, обласного підпорядкування) їх кодування здійснюється на 6, 7, 8 розрядах, однак виключається один ступінь підпорядкованості, а саме підпорядкованість адміністрації району, і вказується їх підпорядкованість адміністрації міста.
Оскільки для позначення таких видів адміністративно-територіальних одиниць, як район, міський район, округ міста (також у разі — міста і селища міського типу) виділена одна ознака, їх кодування здійснюється серіями кодів. Так, для районів республіки, краї, області виділена серія кодів від 01 до 59, для міських районів (округів) — від 60 до 99. Міста кодуються серією кодів 01-49, селища міського типу — 50-99.
У блоці найменування для скорочення найменувань об'єктів в класифікаторі виділені найменування групових позицій, до яких входять всі розташовані нижче позиції. При цьому після найменування групової позиції ставиться коса риска (/), а перед конкретними об'єктами ставиться тире (-).
У разі застосування в найменуванні групової позиції двох категорій об'єктів, що входять у це угруповання (наприклад: сільради і сомони, сільські адміністрації і волості та інші), до найменувань що входять до групу позицій додається скорочення, яку визначає друга з двох застосовуваних категорій. При цьому позиції, у яких відсутні скорочення, відносяться до першої вид визначення категорій.

## Приклад
Кодове позначення, наприклад, Даурської сільради Забайкальського району Забайкальського краю — 67 * 212 825 — структурно складається з таких частин:
- 67 (1 і 2 розряди) — Забайкальський край;
- 2 (3 розряд) — ознака району (другий рівень класифікації);
- 12 (4 і 5 розряди) — код Забайкальського району;
- 8 (6 розряд) — ознака сільради (третій рівень класифікації);
- 25 (7 і 8 розряди) — код Даурської сільради.